# Pretty in Black
Pretty in Black è il secondo album in studio del gruppo musicale rock danese The Raveonettes, pubblicato nel 2005.

## Tracce
1. The Heavens – 3:55
2. Seductress of Bums – 3:50
3. Love in a Trashcan – 2:52
4. Sleepwalking – 3:29
5. Uncertain Times – 3:58
6. My Boyfriend's Back – 2:39
7. Here Comes Mary – 3:02
8. Red Tan – 3:48
9. Twilight – 3:36
10. Somewhere in Texas – 4:28
11. You Say You Lie – 2:56
12. Ode to L.A. – 3:18
13. If I Was Young – 2:46

## Formazione
Gruppo
- Sune Rose Wagner - chitarra, voce, altri strumenti
- Sharin Foo - voce, chitarra, percussioni

Altri musicisti
- Anders Christensen - basso, organo, percussioni
- Jakob Hoyer - batteria, percussioni
- Stella Psaroudakis - voce
- Manoj Ramdas - chitarra
- Martin Rev - chitarra, tastiere, altri strumenti
- Ronnie Spector - voce
- Moe Tucker - batteria, percussioni